# Monaldi & Sorti
Monaldi & Sorti je pisateljsko ime oziroma psevdonim italijanskega poročenega zakonskega para, pisateljske dvojice: Francesco Sorti in Rita Monaldi. Zaradi spleta okoliščin sta se preselila iz Rima na Dunaj. 

## Življenjepis

### Francesco Sorti
Francesco Sorti je italijanski časnikar, publicist in pisatelj - skupaj s svojo ženo Rito Monaldi - po celem svetu znan po svojih romanih, ki so prevedeni v več jezikov. Rojen je 1. januarja 1964  v Rimu, kjer je diplomiral iz glasbe in se posebej izuril v poznavanju baročne glasbe 17. stoletja. Veselje do glasbe in zaljubljenost v barok sta vodila do poznanstva z Rito Monaldi. To je dalo povod, da sta se zbližala; pozneje pa se je temu pridružila tudi skupna strast do zgodovine in pisanja. Spoznala sta se, zaljubila in poročila - napeta življenjska zgodba kot v kakem od njunih romanov. 
Razmere so ju pripeljale iz Rima na Dunaj, kjer živita v baročni hišici ter imata dvoje otrok, od katerih je punčka že polnoletna (*2001). 
Glasbeni teoretik Francesco Sorti, strokovnjak za baročno glasbo, je torej avtor znanstvenih študij o operi v Rimu v 17. stoletju. Bil je sodelavec kulturnih sporedov Italijanske državne televizije in Radio Vatikana. Kot klasični kitarist je nastopal na radiu in televiziji. S svojo poročeno ženo Rito Monaldi in dvema otrokoma živi dandanašnji tako na Dunaju kot v Rimu. 

### Rita Monaldi
Rita Monaldi je italijanska časnikarka, publicistka in pisateljica, ki se je rodila 19. aprila 1966 v Porto San Giorgio, mestecu na jadranski obali s 16.000 prebivalci (2016) v Markah - v vzhodno-srednjem delu Apeninskega polotoka - v Italiji. Doraščala je v bližnjem obalnem trgu Pedasu, ter se šolala na klasični gimnaziji v prav tako obalnem in bližnjem mestu San Benedetto – na Liceo classico a San Benedetto.
Diplomirala je iz klasične filologije in se izurila v poznavanju zgodovine verstev.
Študije je nadaljevala na Rimskem vseučilišču La Sapienza, kjer je dosegla doktorat iz klasičnih književnosti summa cum laude (s čisto desetko – torej z najboljšimi možnimi ocenami). Za nagrado so ji ponudili štipendijo; izkoristila je ugodno priložnost ter si izvolila Dunaj, kjer se je takoj zaljubila v starodavno baročno mesto in tudi to je prispevalo, da sta se z možem na njegov predlog kmalu po poroki preselila tja ter si ustvarila družinsko gnezdece »v preprosti baročni hiši brez sodobnega magnetizma«.
Pri preučevanju baroka je namreč spoznala podobnega baročnega zaljubljenca Francesca Sortija. Po poroki sta skupno nadaljevala raziskovanje baročne dobe, predvsem zgodovine in njenih zapletov, skrivnosti ter spodrsljajev – kar je dalo osnove za pisanje zgodovinskih romanov, ki so postali kmalu svetovno znane uspešnice.

## Romani

### Nepričakovan uspeh
Avtorske pravice za prve tri romane sedmeroknižja – Imprimatur (2002), Secretum (2004) in Veritas (2006) - sta pisatelja prodala do zime 2007 v 45 dežel in sicer za prevode v 20 jezikov. Zanimivo, da je bila prodaja v primeri z drugimi knjigama uspešna; navedimo naslove knjig, dežele izida in doseženo mesto glede na prodajo (v oklepaju). Tako npr.: 
1. Imprimatur – Italija (4. mesto), Francija (3), Nizozemska (4), Belgija (1), Španija (3), Portugalska (3), Grčija (6), Kanada (2)…
2. Secretum – Nizozemska (3), Belgija (1), Nemčija (5), Francija (5)…
3. Veritas – Nizozemska (1), Belgija (1). Navedene so seveda dežele, kjer je bilo povpraševanje največje. [5]

### Nastopajoče osebe
V številnih Monaldi-Sortijevih romanih nastopa veliko število večinoma resnično živečih ljudi. Za poenostavitev prikažimo nekatere osebe iz sedmerice del “Secretum”. Nekatere od teh nastopajo tudi v drugih delih iz te serije. V drugi skupini – trilogiji – pa srečamo posinovljenca Leonarda da Vincija – Salaja. 
- Inocenc XII. (*1615, vladal 1691-1700) – petinosemdesetletni papež na smrtni postelji, ki ne more več vplivati na dogodke, čeprav bi jih zaradi splošnega ugleda lahko usmerjal;
- Klemen XI. (*1649, vadal 1700-1721) – izvoljen komaj 50-leten za novega papeža v sorazmerno kratkem konklavu in je med drugim zaključil sveto leto;
- Ludvik XIV. - “Sončni kralj” (*1638, vladal 1643-1715) – poglavar Francoskega kraljestva – evropske dežele z naraščajočo močjo;
- Karel Španski (*1661, vladal 1665-1700) – poglavar največjega svetovnega kraljestva; leži na smrtni postelji in brez otrok ter se dogajanje vrti okoli njegove oporoke;
- Leopold Habsburški (*1640, vladal 1658-1705) – svetorimski cesar, ki je začel Špansko nasledstveno vojno, ki se je začela za Avstrijo ugodno, vendar so se zadeve vedno bolj zapletale;
- Karel Habsburški – sin Leopolda I. (*1685, vladal pod raznimi nazivi v raznih deželah 1703-1740) – naslednik Karla Španskega; oče Marije Terezije (*1717, vladala 1740-1780);
- Spada (1643-1717) kardinal – v čigar vili v Rimu se zbirajo in načrtujejo odlični gostje ob poroki njegovega nečaka – tukaj se odloča evropska (in tudi svetovna) prihodnost;
- Melani  (1626-1714) – pevec, opat in skrivni svetovalec Sončnega kralja.

#### Nekaj pomembenjših oseb vImprimaturju
Kar se tiče nastopajočih v Monaldi-Sortijevih romanih, gre za zgodovinske osebnosti – torej za ljudi, ki so nekoč res živeli. Pri nekaterih je privzeto samo ime. Prvi roman se celo začenja v prihodnosti – z zapleti okoli kanonizacije Inocenca XI. leta 2040 (!) – in se vrača nazaj v leto 1683 (Bitka za Dunaj). Zato bi ga smeli imenovati tudi za futurističnega.
Veliko oseb nastopa v Imprimaturju. Rita je dala precej prostora osebnostim iz svoje domače okolice. Tako stopa pred nas kaj zanimiva in pisana druščina različnih narodnosti, veroizpovedi in družbenega položaja – cela plejada bolj ali manj znanih zgodovinskih osebnosti, ki so vpletene v resnične ali izmišljene zaplete in spletke – velikokrat podkrepljene z zgodovinskimi dokumenti in vešče povezane z resničnimi dogodki. 
- Dulcibeni (17. stoletje) – omenjen v takratnih listinah o Fermu; od stvarne osebnosti ima samo priimek – v pripovedi nastopa kot trgovec.
- Tiracorda (1617-1714) – priznan osebni papeški zdravnik – vodilni znanstvenik v takratnem zdravstvu; [6] [7] [8]
- Lancisi (1654-1720) – Tiracordov učenec, znanstvenik in papežev osebni zdravnik; med drugim odkril povezavo med komarjem in malarijo [9]
- Ghezzi – karikaturist iz Comunanze (takrat Forattini)
- gospod Mourai – postarni francoski pustolovec;
- gostilničar Pellegrino;
- jezuit oče Robleda;
- sienski zdravnik Cristofano;
- francoski glasbenik Robert Devizè;
- beneški steklar Angelo Brenozzi;
- neapeljski pesnik Stilone Priaso;
- Anglež Eduardus Bedfordi;
- pripovedovalčeva žena Cloridia.[10] [11]

### Pisateljska žilica
Zgovorna Rita pove, kako se je izoblikovala kot pisateljica že od mladih nog.
| Italijanski dvogovor | Slovenski prevod |
| --- | --- |
| Nascere qui è stato sicuramente un punto di partenza biografico. Lo è stato anche per quanto riguarda i tuoi interessi culturali e la tua attività? "Certamente. A parte la preveggenza di mia madre, che mi ripeteva da piccola che un giorno sarei diventata scrittrice, devo riconoscenza anzitutto alla mia meravigliosa maestra elementare, Libera Capone: un esserino severissimo e leggero come una piuma, buonanima, a cui penso ancora adesso con lo stesso struggente amore col quale ricordo mia nonna. Quanto amore per le lettere mi ha trasfuso! Subito dopo, il pensiero e il cuore corrono alla mia insegnante di italiano alle scuole medie: Fiorella Pirani Amico, di Grottammare, che ha rimpolpato e consolidato quell'amore. Mentre le ricordo ancora mi commuovo, tanto è stato importante il loro contributo alla mia formazione e allo scatenarsi delle mie passioni letterarie." | Dejstvo, da si se rodila v tem kraju, je bilo zagotovo življenjsko izhodišče (za tvoj pisateljski vzpon). Je bilo tako tudi glede tvojih kulturnih nagibov in tvojega posla? "Vsekakor. Poleg predvidevanja mame, ki mi je že v otroštvu govorila, da bom nekega dne postala pisateljica, moram biti hvaležna predvsem svoji čudoviti osnovnošolski učiteljici Liberi: zelo hudi in strogi, toda lahkotni kot pero in dobri duši, o kateri še zdaj razmišljam z isto neukrotljivo ljubeznijo, s katero se spominjam svoje babice. Koliko ljubezni do pisanja mi je vsadila v dušo! Takoj zatem mi misel in srce poletita k moji srednješolski učiteljici italijanščine Fiorelli iz Grottammare, ki je to ljubezen izoblikovala in utrdila. Kadarkoli se jih spomnim, se mi stori inako; tako pomemben je bil njihov prispevek k moji izobrazbi in sproščanju literarnih strasti." |

## Ocena
Založba »Laguna« iz Srbije
| Porede ih sa Umbertom Ekom i Aleksandrom Dimom | Primerjajo ju z Ecom in Dumasom |
| --- | --- |
| "Rita Monaldi i Frančesko Sorti, koje kritičari često porede sa Umbertom Ekom i Aleksandrom Dimom, opet su uspeli da iskopaju zanimljive podatke u drevnim arihivima. Kao i njihova prethodna dva istorijska trilera – Imprimatur i Secretum – Veritas odiše baroknom atmosferom, otkriva spletke, zavere i falsifikate i tera nas da iz korena promenimo odnos prema istoriji." | "Rita Monaldi in Francesco Sorti, ki ju kritiki pogosto primerjajo z Umbertom Ecom in Aleksandrom Dumasom, sta zopet uspela izkopati v starodavnih arhivih zanimive podatke. Tako kot njuni predhodni zgodovinski kriminalki – Imprimatur in Secretum – tudi Veritas izžareva baročno vzdušje, razkriva spletke, zarote in ponarejanja ter nas sili h korenitemu spreminjanju našega odnosa do zgodovine.“ |